# Super Harvard Architecture Single-Chip Computer
Super Harvard Architecture Single-Chip Computer (SHARC)は、アナログ・デバイセズのDSPで、高性能な浮動小数点と固定小数点演算を特徴とする。
SHARCは、幅広い信号処理用途に利用されており、CPU 1個による砲弾の制御から、CPU 1000個によりOTHレーダーの信号処理用コンピューターまで用途が存在する。
SHARCは1994年1月ごろに設計された。
SHARCプロセッサーは、単位消費電力当たりの浮動小数点演算性能が良好であるため利用されている。
SHARCプロセッサーは、典型的には近隣のSHARCプロセッサーとシリアル接続されることで、
低コストでSMPの代替として利用できるようになっている。

## アーキテクチャー
SHARCは、ハーバード・アーキテクチャーのワードマシンのVLIWプロセッサーであり、
オクテットではなく32ビットワードを示すようにアドレスが振られているため、
8ビットや16ビットの値を扱うことはできない。
64ビットのデータを扱ったり、8ビットや16ビットのデータを1つの32ビットのワードに
詰め込んだりする時に、コンパイラーはリトルエンディアンやビッグエンディアンをルールとして
利用することはあるが、SHARC CPU自体はリトルエンディアンでもビッグエンディアンでもない。
アナログ・デバイセズは、問題を避けるため自社のCコンパイラーで32ビットcharを使うのを避けている。
ワードサイズは命令については48ビットであり、整数と普通の浮動小数点数については32ビット、
拡張された浮動小数点数については40ビットである。
コードとデータは通常はチップ上のメモリーからフェッチされる。
つまりユーザーは求められるワードサイズに合わせて領域を分割しておく必要がある。
短いデータタイプであっても長いメモリーに保持されるため、このような利用をすると、
領域の利用には無駄が生まれる。
40ビットの拡張された浮動小数点数を利用しないシステムでは、チップ上のメモリーを
コード用の48ビット領域とそれ以外のための32ビット領域に分割する。
ほとんどのメモリーに関連するCPUの命令は、48ビットメモリーの全てのビットにアクセスすることが
できない。
しかし特別な48ビットレジスターを利用すれば、48ビットメモリー内のビットにアクセスする
ことができる。
この特別な48ビットレジスターは、より短いレジスターとして扱うことができ、これにより
通常のレジスターとの間でデータをやり取りできる。
チップ外部のメモリーにもアクセスすることが可能である。
この外部メモリーは1つのサイズのワード用に1つの領域を設定することしかできない。
メモリーの消費を抑えるために32ビットワード用に外部メモリーを設定すると、
チップ内のメモリーにコード用と拡張された浮動小数点数のための領域を設定しなくては
いけなくなる。
こうなると、オペレーティングシステムはオーバーレイを使って48ビットのデータを
命令の実行に応じてチップ内のメモリーに転送することで対応することとなる。
DMAエンジンがこのために用いられる。
真のページングは、外部のMMUなしには実現不可能である。
SHARCは32ビットのワード単位でのアドレス空間を持ち、ワードサイズに応じて16GB、
20GB、24GBがそれぞれ上限となる。
SHARCの命令は、32ビットの即値をオペランドとしてとることができる。
32ビットの即値をオペランドとしてとらない命令は2つ以上同時に実行可能である。
多くの命令は条件節を伴い、アセンブリー言語では「if 条件」を前に付けて表現する。
条件には多くの選択肢があり、x86におけるフラグレジスターのように使うことができる。
2つの遅延スロットがあり、ジャンプの後にはそのジャンプに続く2つの命令が実行されるのが
通常である。
SHARCプロセッサーはループ制御機能を持っている。
最大6段階まであれば、ループを終了させるか判断するために、通常のブランチ命令と
状態変数を利用する必要はない。
SHARCは2セットのレジスターを持っている。
コードにより、この2つの間をすぐに切り替えることができる。
これによりアプリケーションとOSや、2つのスレッド間でのコンテクストスイッチを高速に実行できる。